# Ampasinambo
Ampasinambo is een stad en commune in Madagaskar, behorend tot het district Nosy Varika dat gelegen is in de regio Vatovavy-Fitovinany. Een volkstelling schatte in 2001 het inwonersaantal op ongeveer 25.000 inwoners.
De stad biedt enkel lager onderwijs en beperkt middelbaar onderwijs aan. 99% van de bevolking werkt als landbouwer en de overige 1% heeft een baan in de dienstensector. Het belangrijkste landbouwproduct is rijst, andere belangrijke producten zijn koffie, suikerriet en bonen.
In juli 2009 is er een landingsbaan geopend van de Mission Aviation Fellowship.
Op 18 kilometer afstand bevindt zich de hoogste watervallen van Madagaskar: de Sakaleonawatervallen. 